# مهندسی ابر سازه

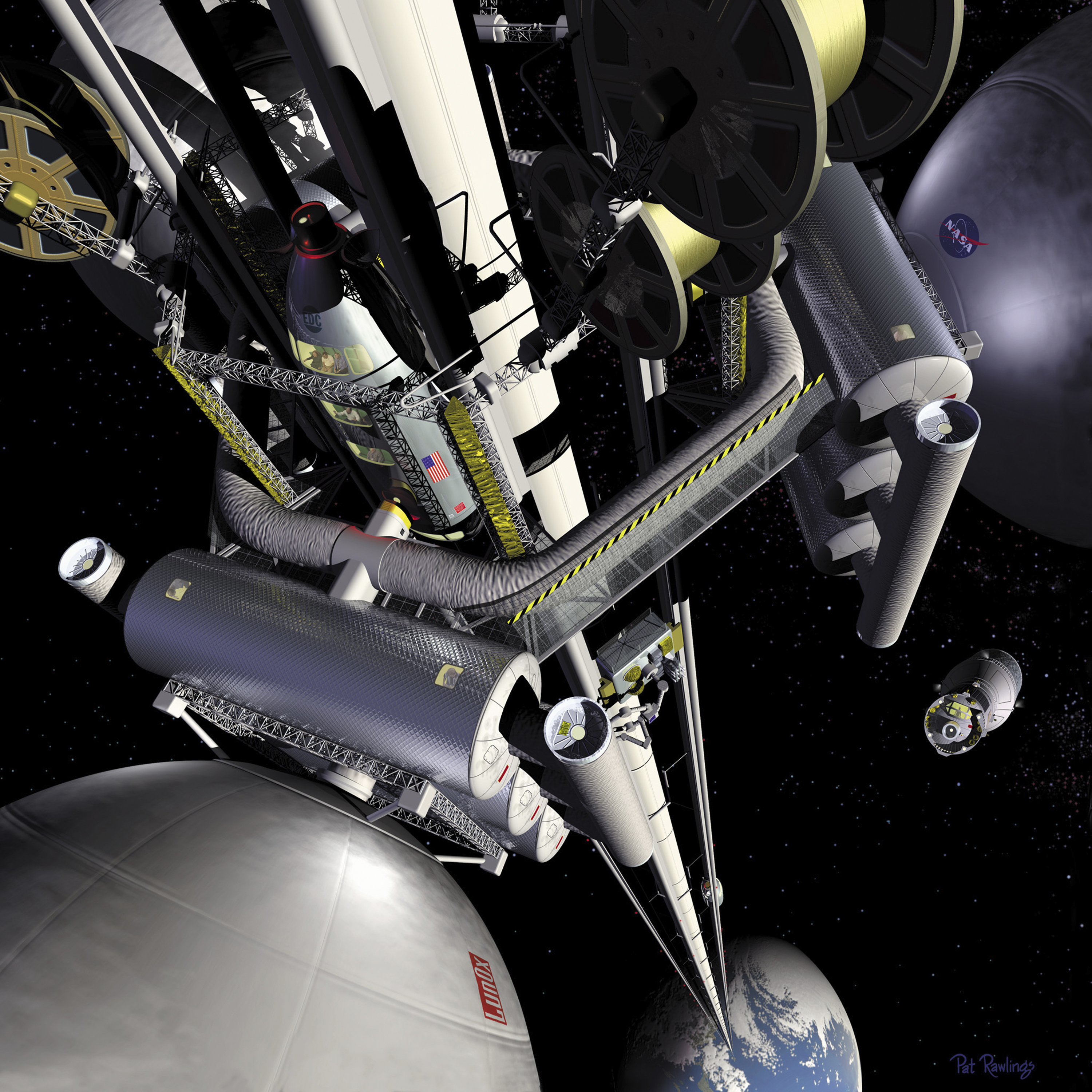
نمونه مهندسی ابر سازه ناسا در فضا

مهندسی ابر سازه (به انگلیسی: Megascale engineering) گونه‌ای از مهندسی اکتشافی است که بر ساخت سازه‌هایی با مقیاس بسیار بزرگ تمرکز دارد. این سازه‌ها حداقل یک کیلومتر یا یک مگامتر طول دارند به عنوان مثال ابر سازه‌ها.